# Bündnis der Islamischen Gemeinden in Norddeutschland

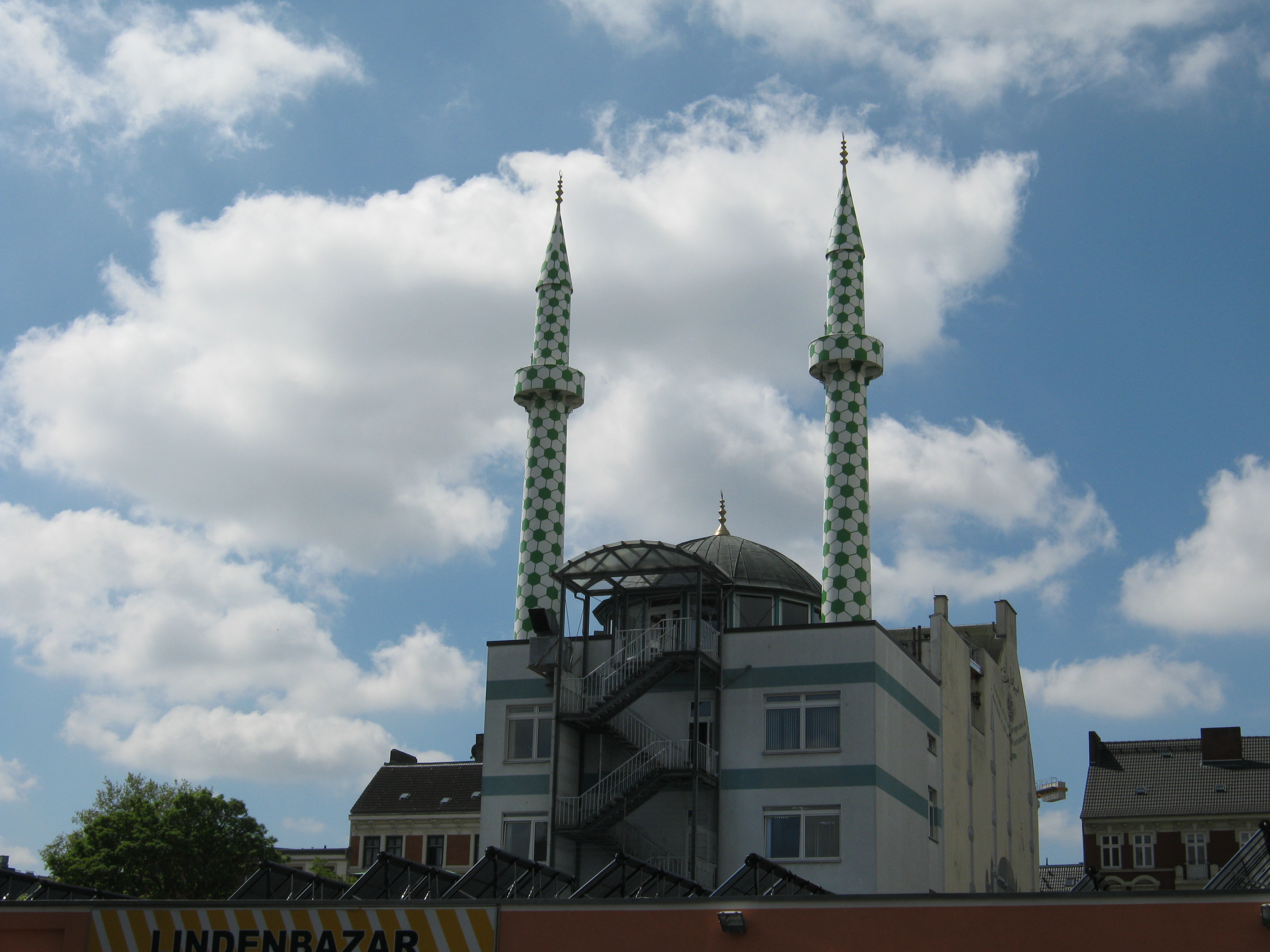
Centrum-Moschee in Hamburg

Das Bündnis der Islamischen Gemeinden in Norddeutschland (BIG) e. V. ist ein von Muslimen in Neumünster gegründeter Landesverband mit Sitz in Hamburg. Es ist Mitglied des Islamrats für die Bundesrepublik Deutschland. Das Bündnis organisiert lokale Moscheegemeinden mit Schwerpunkten in Hamburg (neun Moscheen, u. a. die Centrum-Moschee), Schleswig-Holstein (sechs Moscheen, u. a. die Centrum-Moschee in Rendsburg) und Niedersachsen (zwei Moscheen).
Vorsitzender des Bündnisses ist Mehmet Karaoğlu. Karaoğlu ist neben seiner Funktion als Vorsitzender auch als Imam tätig.

## Struktur
Das BiG e. V. nimmt die Funktion eines Dachverbands für eine Vielzahl muslimischer Initiativen und Organisationen ein, darunter die Muslimische Frauengemeinschaft in Norddeutschland e. V. (MFG), der Islamische Jugendbund e. V. (IJB), die Islamische Hochschulgemeinde e. V. (IHG), Muslimische Mädchen e. V. (MM) und das Islamische Wissenschafts- und Bildungsinstitut e. V. (IWB) sowie das Netzwerk muslimischer Akademiker e. V. (NmA).
Das Hamburger Abendblatt berichtete 2014, dass das Bündnis Mitglied der Islamischen Gemeinschaft Millî Görüş (IGMG) sei. Das Bündnis versteht sich als assoziiertes Mitglied der IGMG. In diesem Bericht wird außerdem erwähnt, dass die Mitglieder des Bündnisses nicht vom Verfassungsschutz beobachtet werden.

## Ziele
Das Bündnis setzt sich nach eigener Aussage für "[...]die Beheimatung von Muslimen in Deutschland [ein]." Die Moscheen seien nicht nur Orte der gottesdienstlichen Handlungen, sondern auch Orte des sozialen Engagements, der religiösen Bildung sowie des Dialogs und der aktiven Teilhabe in verschiedenen Bereichen der Gesellschaft.

## Aktivitäten
Das Bündnis strebt gemeinnützige Projekte an und ist vom Finanzamt als solches anerkannt. Es führt regelmäßige Moscheeführungen durch, die kostenlos angeboten werden. Allein in der Trägermoschee (Centrum-Moschee Hamburg) des Vereins haben im Jahr 2005 mehr als 8000 Personen – überwiegend Schüler, Konfirmanden, Vikarinnen, Polizisten und Soldaten – von dieser Gelegenheit, den Islam kennenzulernen, Gebrauch gemacht.
Darüber hinaus unterhält das BIG drei Bildungseinrichtungen, in denen regelmäßig an Wochenenden und Ferientagen Kindern und Jugendlichen im Alter von 9 bis 17 Jahren Koranunterricht und Islamunterricht erteilt wird.
Der Verband beteiligt sich an interreligiösen Initiativen, wie dem „Transkulturellen und Interreligiösen Lernhaus der Frauen 2025“, das in Zusammenarbeit mit verschiedenen religiösen Gemeinschaften in Hamburg durchgeführt wird.
BIG e. V. ist Träger des Projekts „Kamil 2.0“, das sich gegen religiös begründeten Extremismus richtet und insbesondere Jugendliche anspricht.
Außerdem veranstaltet das Bündnis jedes Jahr einen großen Iftar-Empfang anlässlich des muslimischen Fastenmonats Ramadan. Die jährlichen Iftar-Empfänge werden von regionalen wie überregionalen Politikern, aber auch von Vertretern öffentlich-rechtlicher sowie zivilgesellschaftlicher Einrichtungen besucht. 